# Monster Energy
Monster Energy es una bebida energética que es comercializada por Hansen's Natural desde 2002.
En España se comercializan actualmente: El Monster Energy, Lo-Cal, Ripper, Assault, The Doctor, Lewis Hamilton, MegaMonster, Rehab Té + Limonada, Monster Ultra Red, Monster Ultra Sunrise, Monster Ultra Paradise, Monster Zero Ultra, Punch MIXXD, Punch Pacific Punch, Juice Mango Loco, Monster Ultra Fiesta Mango, Ultra Watermelon, Juice Khaotic y Monster Ginger Brew.

## Ingredientes
Agua carbonatada, sacarosa o glucosa, taurina, citrato de sodio, extracto de raíz de panax ginseng, colorante alimentario, L-carnitina, cafeína, ácido sórbico, ácido benzoico, niacinamida, cloruro de sodio, glucuronolactona, inositol, semillas de paullinia cupana y maltodextrina.

## Sabores y variantes
Todos los sabores y tipos de Monster Energy y cómo distinguirlos:

### Monster Energy
- Monster Energy (Sabor clásico) [Lata Negra, Logo Verde]
- Monster Lo-Carb/Lo-Cal (Sabor clásico aunque más suave, bajo en calorías) [Lata Negra, Logo Azul Celeste]
- Monster Mango Loco (Sabor mango) [Lata azul con esqueletos mexicanos y logo naranja. En algunos mercados se comercializa bajo la versión Juice.]
- Monster Absolutely Zero (Sabor clásico, aunque más suave, cero azúcares) [Lata con tonos azulados, Logo Negro]
- Monster Assault (Sabor cola/cereza) [Lata Gris y Negra, Logo Rojo]
- Monster Khaos (Sabor de zumo de frutas: naranja, manzana, melocotón, mandarina, piña y uva) [Lata gris, Logo naranja sobre fondo negro]
- Monster Ripper/M-80 (Sabor zumo de frutas: manzana, maracuyá y piña) [Lata gris, Logo Amarillo sobre fondo negro]
- Monster Mixxd (Sabor zumo de frutas: Manzana y uva roja) [Lata gris, Logo Violeta sobre fondo negro]
- Monster Lewis Hamilton (Sabor a bebida energética normal pero más suave) [Lata roja, el tacto es rugoso y logotipo negro con contorno amarillo. Detalles de estos mismos colores]
- Monster The Doctor VR46 (Sabor a cítricos) [Lata amarilla, al tacto es rugosa y logo amarillo con borde negro]
- Monster Gronk (Sabor clásico) [Lata fondo plateado y logo azul inspirada en el jugador de fútbol americano Gronk]
- Monster Übermonster (Sabor clásico con un toque distinto, elaborado igual que las cervezas alemanas pero sin alcohol) [Botella verde de vidrio o lata de 553 ml, con dibujos dorados y dos hipogrifos]
- Monster Dub Edition/Punch Mad Dog (Por determinar, algunos dicen que sabe a uva, aunque no lo lleva en los ingredientes. La diferencia con el Monster Energy normal es que lleva extracto de té verde y extracto de mate) [Lata negra con un escudo de tonos metálicos y morados con el logo dorado]
- Monster Dub Edition/Punch Mad Dog (Sabor a cereza) [Lata negra con un escudo de tonos metálicos y morados con el logo dorado]
- Monster Import (Sabor nuevo, distinto al clásico) [Lata negra, un escudo con un águila con el logo en verde]
- Monster Import Light (Sabor de Monster Import en su versión light) [Lata negra, un escudo con un águila con el logo en azul celeste]
- Monster Export (Sabor clásico) [Lata negra con logo en verde similar a la clásica, pero de 250 ml]
- Monster M3 (Clásico, ultraconcentrado, la cantidad de energizantes de 500 ml concentrados en 147 ml) [Botellita transparente verde, el logo verde con un 3 como exponente (M3)]
- Monster Unleaded (Clásico sabor) [Lata gris y logo verde con borde negro]
- Monster Cuba Lima (Sabor a lima-limón) [Lata negra y logo negro con borde verde]
- Monster B F C (Sabor original, lata negro y logo en verde o azul celeste)
- Monster Heavy Metal (Sabor desconocido) [Lata verde, logo plateado y un dibujos negros]
- Monster Reserve whatermelon (Sabor a zandía) [Lata lata negra, logo rojo con textura rugosa sobre el logo]
- Monster Reserve kiwi strawberry (Sabor a kiwi + fresa) [Lata lata negra, logo rojo con textura rugosa sobre el logo]
- Monster Reserve orange dreamsicle (Sabor a naranja) [Lata lata negra, logo naranja con textura rugosa sobre el logo]
- Monster Reserve white pineaple (Sabor a piña) [Lata lata negra, logo amarillo con textura rugosa sobre el logo]

### Monster Ultra
Monster sin calorías y cero azúcares. Se caracterizan por una lata en la que el tacto es rugoso.
El siguiente orden se basa en el espectro de colores RGB de sus latas.
- Monster Zero Ultra (Cero calorías y cero azúcares; se menciona que el sabor es todo lo contrario al original. Ligero, pero con la mezcla tradicional de Monster Energy. Tira a limón) [Lata blanca con textura elegante en plata y logo en plata]
- Monster Ultra Black (Cero calorías y cero azúcares, sabor a cereza) [Lata negra con detalles rojos y logo plateado.]
- Monster Ultra Violet (Cero calorías y cero azúcares, sabor suave e indefinido, similar a la uva) [Lata violeta y logo plateado.]
- Monster Ultra Blue (Sabor indefinido. Dulce con un toque a cítrico) [Lata celeste y con el logo plateado.]
- Monster Ultra Fiesta Mango(Cero calorías y cero azúcares, sabor mango con un toque cítrico) [Lata turquesa y con el logo plateado]
- Monster Ultra Paradise (Cero calorías y cero azúcares, sabor kiwi, lima y pepino) [Lata verde y con el logo plateado]
- Monster Ultra Citron (Cero calorías y cero azúcares, sabor a cítricos) [Lata amarilla y logo plateado]
- Monster Ultra Gold (Cero calorías y cero azúcares, sabor a piña) [Lata dorada y logo plateado]
- Monster Ultra Sunrise (Cero calorías y cero azúcares, sabor a naranja) [Lata naranja con decoración plateada y con el logotipo plateado]
- Monster Ultra Peachy Keen (Cero calorías y cero azúcares, sabor a melocotón) [Lata color piel con detalles rojos y logo plateado]
- Monster Ultra Strawberry Dreams(Cero calorías y cero azúcares, sabor a fresa) [Lata color rosa claro y logo plateado]
- Monster Ultra Watermelon (Cero calorías y cero azúcares, sabor a sandía) [Lata roja con detalles verdes y blancos navideños y logo plateado]
- Monster Ultra Rosa(Cero calorías y cero azúcares, sabor frambuesa, arándano y limonada) [Lata rosa fuerte y con el logo plateado]
- Monster Ultra Red (Cero calorías y cero azúcares, sabor frutos rojos) [Lata roja y con el logo plateado]

### Java Monster
Monster con sabor a café.
- Java Monster Toffee (Sabor café cremoso y acaramelado) [Lata Marrón oscuro con textura amaderada y logo dorado]
- Java Monster Irish Blend (Sabor café irlandés, pero sin alcohol -un café irlandés se prepara con café, whisky, azúcar y crema-) [Lata Verde Lima y logo dorado]
- Java Monster Loca Moca (Sabor café con leche o crema, sabor suave) [Lata marrón claro pálido con textura amaderada y logo dorado]
- Java Monster Mean Bean (Sabor café con leche o crema, sabor más suave que el Loca Moca) [Lata Marrón muy claro y pálido, casi dorado con textura amaderada y logo dorado]
- Java Monster Vanilla Light (Sabor café con leche con un toque de vainilla) [Lata blanca, logo dorado]
- Java Monster Kona Blend (Sabor café con un toque de chocolate, elaborado con café de importación hawaiana) [Lata con temática de selva, fondo negro y logo color bronce]
- Java Monster Kona Cappuccino
- Java Monster Cappuccino (Sabor café cappuccino) [Lata color crema con logotipo negro oscuro y motivos Hawaianos]
- Java Monster Salted Caramell (Sabor café con toque acaramelado muy dulce) [Lata color caramelo amaderada y logotipo marrón oscuros, con detalles marrones oscuros a los laterales]
- Java Monster Big Black
- Java Monster Originale
- Java Monster Nut-up
- Java Monster Lo-Ball
- Java Monster Russian
- Java Monster Chai-Hai

### Nitrous / Extra Strength / Maxx
Latas de 355 ml con el mismo contenido energético que las latas de 500 ml.
Toda la gama Nitrous se caracteriza por un sabor suave y cremoso en todas las versiones y a la vez una carbonatación intensa con mucho gas concentrado pero sin el sabor característico y el picazón que produce la carbonatación en las bebidas.
- Monster Super Dry (Sabor suave similar al monster clásico) [Lata con fondo verde y logo negro]
- Monster Killer B (Sabor suave, algo menos dulce pero con sabores cítricos y miel, está elaborado con extractos de jalea real y miel) [Lata con fondo amarillo y logo negro]
- Monster Anti-Gravity (Sabor suave, muy cremoso y espumoso, aromas tropicales y anaranjados) [Lata con fondo naranja y logo negro]
- Monster Black Ice (Sabor afrutado, como frutas del bosque, cero azúcares) [Lata con fondo celeste y blanco con logo negro]
- Monster Solaris  [Lata con fondo rosa y logo negro]
- Monster Eclipse [Lata con fondo morado y logo negro]

### Monster X-presso
Monster con sabor a café en una gama de latas más pequeña y de sabor más intenso.
- Monster Hammer (Sabor café con leche y ligero toque de chocolate) [Lata Beis claro con textura amaderada y logo marrón]
- Monster Midnite (Sabor café bastante más intenso que el Hammer) [Lata marrón oscuro, casi negro, con textura amaderada y logo marrón rojizo con bordes negros)

### Rehab
Versiones de Monster sin gas y con sabor a té.
- Monster Rehab Té + Limonada (Sabor a té con limón. Destaca mucho el intenso sabor de la limonada) [Lata negra y logo negro sobre fuego amarillo]
- Monster Rehab Té + Orengeade (Igual que el Té + Limonada, pero con sabor a naranja) [Lata negra y logo negro sobre fuego naranja]
- Monster Protean (Sabor a té con toques lechosos y ligeramente afrutados o herbáceos) [Lata negra y logo negro sobre fuego blancuzco-azulado]
- Monster Rojo Tea (Sabor a té con toques de frutas del bosque) [Lata negra y logo negro sobre fuego rojo o magenta]
- Monster Raspberry (Sabor a té con frambuesa) [Lata Negra y logo negro sobre fuego rojos]
- Monster Pink Lemonade [Lata negra y logo negro sobre fuego rosa]
- Monster PeachTea (Sabor a té con melocotón) [Lata negra y logo negro sobre fuego color salmón]
- Monster Drangon Ice Tea Green (Sabor a té verde) [Lata temática china con fondo color verde, un dragón y logo marrón]
- Monster Drangon Ice Tea Lemon (Sabor a té + limonada ) [Lata temática china con fondo color amarillo, un dragón y logo marrón]
- Monster Drangon Ice Tea Peach (Sabor a té + durazno/melocotón.) [Lata temática china, sin dragón, con fondo color piel y logo marrón]
- Monster Drangon Ice Tea Raspberry (Sabor a té + Frambuesa) [Lata temática china, sin dragón, con fondo color fucsia y logo marrón]

### Muscle Monster
Línea de bebidas con proteínas líquidas y textura cremosa. Contiene 25g de proteínas, 5g de calcio y 7 vitaminas/ minerales. 
- Monster Muscle Chocolate (Sabor a chocolate) [Lata con tonos marrón claro y con logo blanco]
- Monster Muscle Banana (Sabor Plátano) [Lata con tonos amarillos y logo blanco]
- Monster Muscle Vanilla (Sabor vainilla) [Lata con tonos beige claro y logo blanco]
- Monster Muscle Coffe (Sabor café) [Lata con tonos marrones/negros y logo blanco]
- Monster Muscle Strawberry (Sabor fresa) [Lata con tonos rojos y logo blanco]
- Monster Muscle Peanut Butter (Sabor Cacahuete) [Lata con tonos marrones anaranjados y logo blanco]

NOTA: Los diseños de todas menos Peanut Butter y Coffe tienen otro diseño: Lata Blanca y logo y detalle lateral del color del sabor correspondiente, por ejemplo, la Banana, de color amarillo.

### Monster Juice
Versiones de Monster con sabor a diversos zumos.
- Monster Juice Aussie Style (Sabor a limonada) [ Lata celeste con Logo amarillo y naranja temática vida marina]
- Monster Juice Pipeline Punch (Sabor a zumo de fruta de la pasión) [Lata rosa chicle y con logo rosa]
- Monster Khaos (Sabor de zumo de frutas: naranja, manzana, melocotón, mandarina, piña y uva) [Lata gris, Logo naranja sobre fondo negro]
- Monster Ripper/M-80 (Sabor zumo de frutas: manzana, maracuyá y piña) [Lata gris, Logo Amarillo sobre fondo negro]
- Monster Mixxd (Sabor zumo de frutas: Manzana y uva roja) [Lata gris, Logo Violeta sobre fondo negro]
- Monster Pacific Punch (Sabor zumo de frutas: Manzana, naranja, frambuesa, cereza, piña y maracuyá) [Lata color crema con dibujos de temática pirata y logo rojo]
- Monster Juice Mango Loco (Sabor mango) [Lata azul con esqueletos mexicanos y logo naranja]
- Monster Juice Monarch/Papillon (Sabor melocotón) [Lata naranja con mariposas, con logo amarillo]
- Monster Juice Khaotic (Sabor naranja cítrica) [Lata naranja con estilo grafiti y mariposas, logo amarillo turquesa, lata diseñada por el artista de grafiti RISK

### Monster Hydro
Monster sin gas con alto contenido en agua.
- Monster Hydro Mean Green (Sabor a lima) [Botella o lata transparente con logotipo en 3D azul y borde plateado, líquido verdoso. En el caso de la botella el plástico es de color verdoso]
- Monster Hydro Tropic Thunder (Sabor a frutas tropicales) [Botella o lata transparente con logotipo en 3D azul y borde plateado, líquido naranja. En el caso de la botella el plástico es anaranjado]
- Monster Hydro Maniac Melon (Sabor sandía) [Botella o lata transparente con logotipo en 3D azul y borde plateado, líquido rojo rosáceo. En el caso de la botella el plástico es rojizo]

### Mutant Monster
- Mutant Monster Super Soda (Sabor a cítricos. Similar a la famosa Mountain Dew)  [Botella de plástico verde transparente con pegatina fondo negro y logo verde, líquido verde, tapón negro]
- Mutant Monster Super Soda Red Dawn (Sabor a cereza. Similar a la Mountain Dew Code Red) [Botella de plástico rojo transparente con pegatina fondo negro y logo rojo, líquido rojo, tapón negro]
- Mutant Monster Super Soda White Lightning(Sabor principalmente a limón y pomelo, cero azúcares) [Botella de plástico blanco transparente y líquido blanco, pegatina negra con logo plateado y un rayo blanco, tapón negro]

### M-100
- Ghost (Sabor a cítricos suaves y otras frutas) [Lata con tonos verdes y amarillos camuflaje con tacto rugoso y logo amarillo con borde negro]
- Phantom (???) [Lata con tonos naranjas y marrones camuflaje y logotipo anaranjado con borde negro]

### Monster Hitman
Frascos de 88,7 ml con alta cafeína.
- Monster Hitman(???) [Logo Blanco Inclinado sobre punto de mira verde, frasco negro]
- Monster Hitman Sniper(???) [Logo Blanco Inclinado sobre punto de mira rojo, frasco negro]
- Monster Hitman Lobo(???) [Logo Blanco Inclinado sobre punto de mira azul, frasco negro]

### Monster expreso
- Monster Vanilla & Espresso [Logo Amarillo oscuro con una taza de café debajo, taza de color azul]
- Monster Espresso & Cream [Logo Amarillo oscuro con una taza de café debajo, taza de color rojo]
- Monster Espresso & Eva's [Logo Amarillo oscuro con una taza de café debajo, taza de color rojo, chapa morada]

## Patrocinios

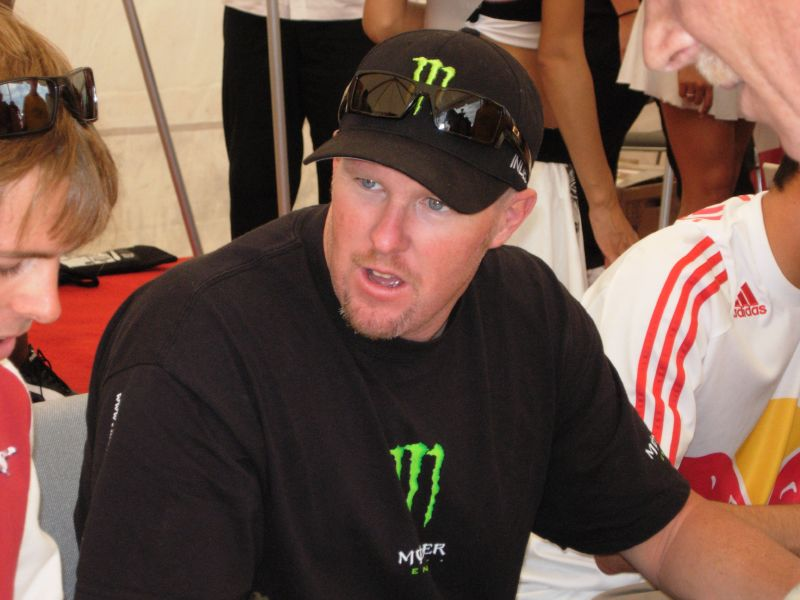
Paul Tracy, piloto de la IndyCar Series con publicidad por su patrocinio de Monster Energy

Monster Energy patrocina a muchos deportistas para dar a conocer sus productos. La lista incluye: los patinadores Kyle Saweikis y Rob Dyrdek, el corredor de BMX Rick Thorne, la estrella de Jackass Jason Acuña, el campeón de BMX T. J. Lavin, el snowboarder Rupert Davies, el excampeón World Speedway Greg Hancock, Mercedes AMG Petronas (Equipo de Fórmula 1), varios pilotos de la IndyCar Series como Paul Tracy, el campeón del Australia V8 Supercars Jamie Whincup y Dean Kearney, el piloto de rallyes Ken Block, pilotos de drift como Vaughn Gittin, João Barion, Daigo Saito, Tessa Whittock, Buttsy Buttler, Alejandro Radetic, Jason Webb,  Luke Woodham, el piloto de carreras Ricky Carmichael, NASCAR y off-road (carreras de camiones), los pilotos de MotoGP Valentino Rossi y Jorge Lorenzo, entre otros.
Monster patrocina un equipo de carreras de motocross llamado «Monster Energy/Pro Circuit/Kawasaki». 
En el Campeonato Mundial de Motociclismo, la marca es también el patrocinador oficial del Gran Premio de Francia de Motociclismo y el Gran Premio de Cataluña de Motociclismo desde 2010 y 2014, respectivamente. Antes de esto Monster patrocinaba a Kawasaki en MotoGP. 
El Warped Tour cuenta con un bus publicitario de Monster que reparte bebidas gratis Monster Energy durante el evento. 
En 2017 se convertirá en patrocinador oficial de la Copa NASCAR, la máxima categoría de stock cars. También patrocinará la Carrera de las Estrellas de la NASCAR y se transformará en la bebida energética oficial de NASCAR. En esa categoría, actualmente también la marca es el patrocinador principal del Ford Fusion número 41 de Kurt Busch del equipo Stewart-Haas.
Monster Energy también es uno de los patrocinadores de los X Games y de algunos videojuegos como Colin McRae: DiRT 2, Skate 2 y Skate 3.
En septiembre de 2018, Monster Energy se asoció con Activision para introducir códigos en sus bebidas que podían ser canjeadas en el sitio web, sorteando consolas como la Xbox 360 o PlayStation 3 entre otras mejoras para el juego Call of Duty: Modern Warfare 2.
Desde 2024, Monster Energy patrocina al equipo McLaren de Fórmula 1.

## Críticas e investigaciones
En 2012 Fede, un adolescente de 14 años, falleció por causas imputables al consumo de dos latas de unos 700 ml de esta bebida energética ingiriendo 480 mg de cafeína en menos de 48 h. Sus padres, Richard Fanciz y Wendy Duke, presentaron una demanda ante el Tribunal Superior de California. Los progenitores consideraron que sufrió «una arritmia cardiaca debido a la toxicidad de la cafeína» de la bebida agravando una dolencia de la menor que padecía el síndrome de Ehlers-Danlos, una alteración genética que causa un defecto en la síntesis del colágeno. El abogado de los padres fundamentó la demanda en que el producto no advierte sobre los potenciales peligros de la bebida. La marca, por su parte, contrató un equipo de médicos para estudiar el caso concluyendo finalmente que el fallecimiento de la menor se dio por causas naturales.[cita requerida]